# Róbert tarantói herceg
Anjou Róbert (ismert még Tarantói Róbert, olaszul: Roberto di Taranto, franciául: Robert de Tarente; 1318 körül – Nápoly, Nápolyi Királyság, 1364. szeptember 10.), a Capeting–Anjou-házból származó királyi herceg, I. Fülöp, Taranto hercege és Catherine de Valois–Courtenay címzetes latin császárnő legidősebb fia, aki Taranto hercege és Akháj fejedelem 1331-től, Albánia királya (1332-ig), valamint címzetes latin császár 1346-tól 1364-es haláláig.

## Származása
Róbert herceg 1318 körül született a Capeting-ház Anjou-házának tarantói ágának tagjaként. Apja I. Fülöp, Taranto hercege, aki II. Károly nápolyi király és Magyarországi Mária királyné fia volt. Apai nagyapai dédszülei Charles d’Anjou, Nápoly és Szicília királya és Provence-i Beatrix grófnő (IV. Rajmund Berengár gróf leánya), míg apai nagyanyai dédszülei V. István magyar király és Kun Erzsébet királyné (feltehetően Kötöny kun fejedelem leánya) voltak.
Édesanyja szintén a Capating-dinasztia oldalágából, a Valois- és a Courtenay-házakból való II. Katalin címzetes latin császárnő volt. Katalin volt Charles de Valois és Catherine de Courtenay császárnő leánya. Anyai nagyapai dédszülei III. Fülöp francia király és Aragóniai Izabella királyné (I. Jakab aragóniai király leánya), míg anyai nagyanyai dédszülei Philippe de Courtenay és Nápolyi Beatrix császárné (szintén Charles d’Anjou király leánya) voltak. Szülei így rokoni kapcsolatban álltak: édesanyja volt apja második-unokahúga.
Róbert volt szülei négy gyermeke közül a második, egyben a legidősebb fiú. Testvérei voltak Margit hercegnő, Edward Balliol, majd Francesco del Balzo felesége; továbbá Lajos herceg, I. Johanna nápolyi királynő második férje; valamint II. Fülöp tarantói herceg. Apja előző, Komnénosz Tamár Angelinával kötött házasságából további hat féltestvére is származott.

## Fordítás
- Ez a szócikk részben vagy egészben  a   Robert, Prince of Taranto című angol Wikipédia-szócikk fordításán alapul.  Az eredeti cikk szerkesztőit annak laptörténete sorolja fel. Ez a jelzés csupán a megfogalmazás eredetét és a szerzői jogokat jelzi, nem szolgál a cikkben szereplő információk forrásmegjelöléseként.

| Anjou Róbert Capeting–Anjou-ház, tarantói ág Született: 1318 körül Elhunyt: 1364. szeptember 10. |                                                 |                     |
|                                                                                                  |                                                 |                     |
| Előző I. Fülöp                                                                                   | Taranto hercege 1331 – 1346                     | Következő Lajos     |
| Előző I. Fülöp                                                                                   | Albánia királya 1331 – 1332                     | Következő János     |
| Előző II. Katalin                                                                                | – T I T U L Á R I S – Latin császár 1346 – 1364 | Következő II. Fülöp |
| Előző János                                                                                      | Akháj fejedelem 1332 – 1364                     | Következő II. Fülöp |